# Walter Karnapp
Walter Karnapp (* 11. September 1902 in Baarenhof (Dworek) bei Danzig; † 5. Februar 1994 in München) war ein deutscher Bauforscher.

## Leben
Walter Karnapp studierte in den Jahren 1923 bis 1928 Architektur an der Technischen Hochschule in Danzig und wurde Diplom-Ingenieur. Es folgte die Ausbildung zum Regierungsbauführer im Staatsdienst. Dabei führte ihn sein Weg vom Stadtbauamt in Cottbus über die Neubauleitung der Pädagogischen Akademie in Frankfurt an der Oder und das Hochbauamt II in Potsdam schließlich an die Regierung in Potsdam. 1931 schloss er mit der Staatsprüfung zum Regierungsbaumeister in Berlin ab.
Im Jahr 1931 erhielt er die Schinkelplakette für städtebaulichen Wettbewerb. Von 1932 bis 1934 war Karnapp Assistent bei Fritz Krischen am Lehrstuhl für Baugeschichte und Formenlehre der Antike an der Technischen Hochschule in Danzig. Mit dem Reisestipendium des Deutschen Archäologischen Instituts folgte von 1935 bis 1936 ein Aufenthalt in der Türkei (Konstantinopel) und in Griechenland (Athen). 
In den Jahren 1939 bis 1945 war Karnapp in Nachfolge seines Lehrers Fritz Krischen als ordentlicher Professor am Lehrstuhl für Baugeschichte und Formenlehre der Antike der Technischen Hochschule Danzig tätig.
Unterbrochen durch die Einberufung zum Militärdienst 1944 mit anschließender Kriegsgefangenschaft in Russland konnte Karnapp erst nach seiner Heimkehr 1949 bei einem Architekturbüro in Essen als Mitarbeiter unterkommen. Von 1951 bis 1959 war er Baupfleger der Stadt Essen. 1954 bis 1973 nahm er an einer Ausgrabung und Bauforschung in Resafa (Syrien) teil. 1959 erhielt er eine ordentliche Professur an der Technischen Hochschule bzw. TU München am Lehrstuhl für Freihandzeichnen und Perspektive. 1966 wurde er Dekan der Fakultät für Bauwesen und 1969 ordentliches Mitglied des Deutschen Archäologischen Instituts Berlin, dem er bereits seit 1939 als korrespondierendes Mitglied angehörte. 1970 wurde Karnapp emeritiert.

## Ausstellungen
- 1982 Ausstellung Bauhistorischer Arbeiten, Reisezeichnungen, Aquarelle und Ölbilder, München
- 1985 Ausstellung Bauhistorischer Zeichnungen sowie Darstellungen von Danzig und Umgebung

## Publikationen (Auswahl)
- mit Alfons Maria Schneider: Die Stadtmauer von Iznik (Nicacea). Berlin 1938.
- Die Stadtmauer von Resafa in Syrien (= Denkmäler Antiker Architektur. Band 11). Berlin 1976.
- Denkmäler antiker Architektur. Band 11. 1976.